# Vilaflor (kommunhuvudort)
Vilaflor är en kommunhuvudort i Spanien.   Den ligger i provinsen Provincia de Santa Cruz de Tenerife och regionen Kanarieöarna, i den sydvästra delen av landet, 1 800 km sydväst om huvudstaden Madrid. Vilaflor ligger 1 364 meter över havet och antalet invånare är 1 981. Den ligger på ön Teneriffa.
Terrängen runt Vilaflor är bergig söderut, men norrut är den kuperad. Terrängen runt Vilaflor sluttar söderut. Runt Vilaflor är det ganska tätbefolkat, med 124 invånare per kvadratkilometer. Närmaste större samhälle är Arona, 7,7 km sydväst om Vilaflor. Omgivningarna runt Vilaflor är i huvudsak ett öppet busklandskap.